# Lågskär
Lågskär (Zweeds voor 'lage scheer') is een klein rotsachtig onbewoond eiland in de archipel van de Åland-eilanden in Finland. Het eiland behoort tot de gemeente Lemland. Het ligt ongeveer 24 kilometer ten zuiden van Mariehamn in de Oostzee. Het hoofdeiland heeft een oppervlakte van 61 hectare. Aan de noordzijde van het hoofdeiland bevindt zich een 300 meter lang zand- / kiezelstrand. Rondom het hoofdeiland bevinden zich enkele tientallen kleinere eilanden, rotsen en klippen in zee.

## Geschiedenis
Het oudste teken van menselijke invloed op het eiland zijn een steenmannetje en een houten baken die in de 17e en 18e eeuw op het eiland stonden.

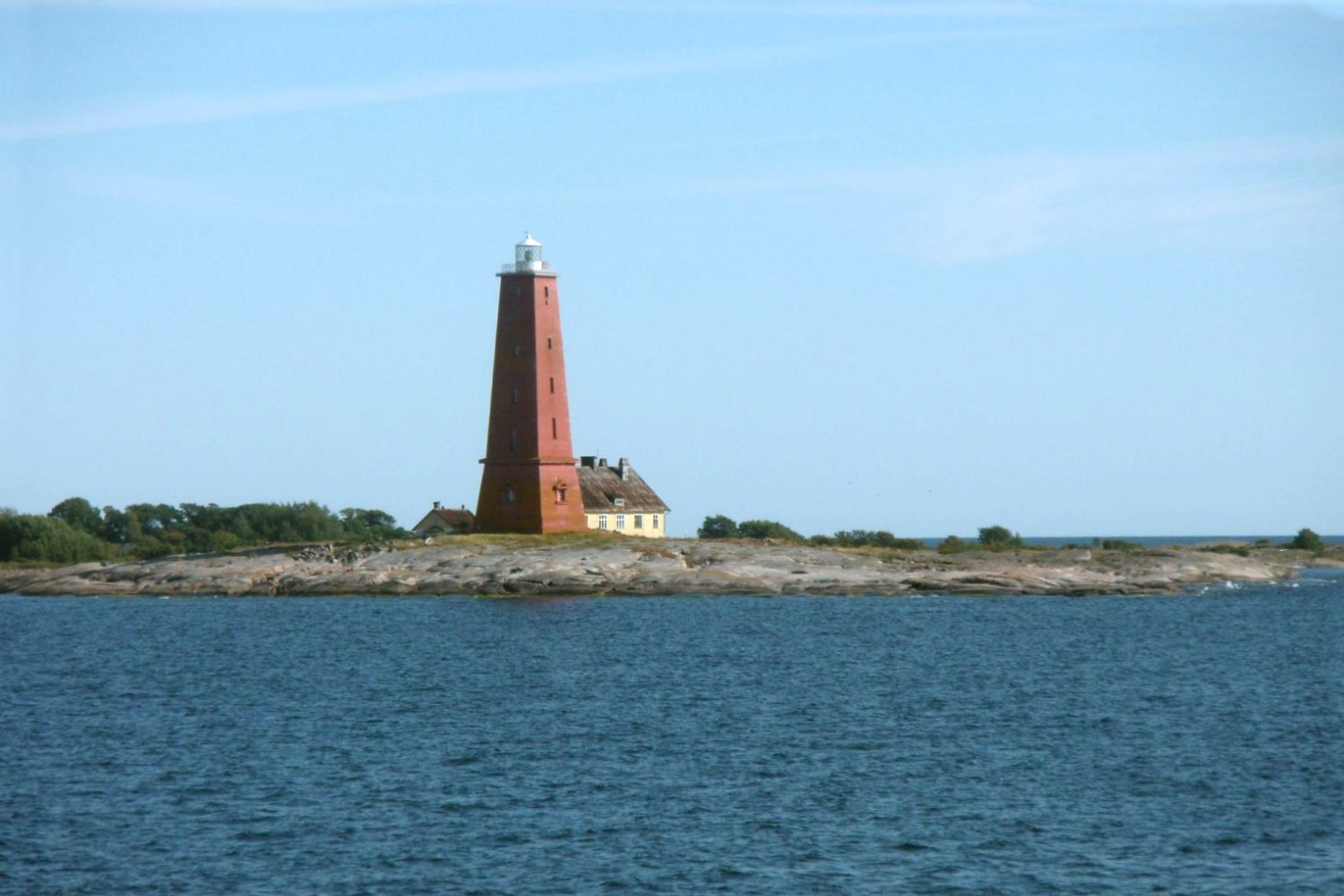
De kenmerkende vuurtoren.

In de jaren 1840 werd een houten vuurtoren geplaatst; er woonde toen een kleine gemeenschap van 20-30 mensen op het eiland: de vuurtorenwachters en hun families. De vuurtoren werd in 1859 vervangen door een gemetselde stenen toren. Gedurende de Eerste Wereldoorlog werd die vernietigd bij een Russisch bombardement, en enkele jaren stond er een kleine houten toren. In 1920 werd op de noordwestelijke punt van het eiland de huidige onbemande betonnen vuurtoren gebouwd.

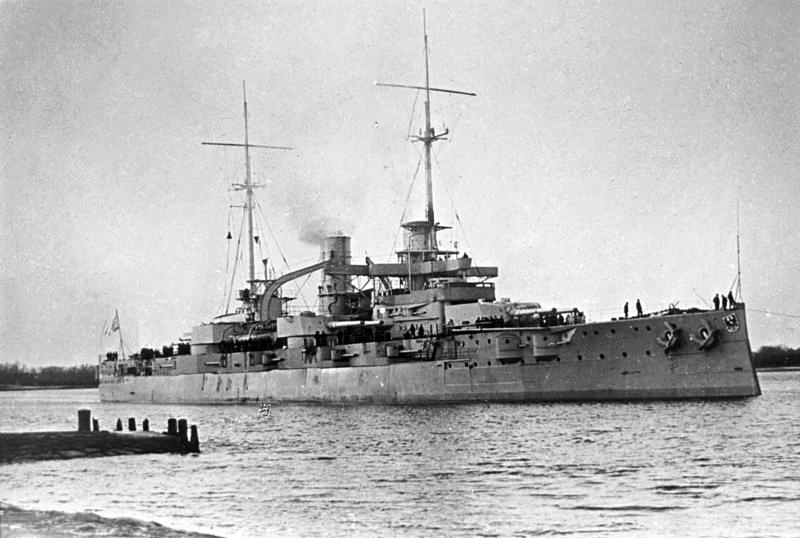
Het slagschip SMS Rheinland dat in dichte mist aan de grond liep in de Eerste Wereldoorlog

Op 11 april 1918 liep het Duitse slagschip SMS Rheinland in dichte mist aan de grond bij Lågskär. In 1934 of 1935 sloeg het Duitse schip Frida er lek tegen de rotsen, maar de bemanning overleefde het. Op 21 oktober 1942 torpedeerde de Finse duikboot Vesihiisi de Soviet-duikboot S-7 nabij Lågskär.

## Geografie
Het eiland is tamelijk vlak. Er is een kleine lagune. Langs de kust, met name aan de zuidkant, bevinden zich vele rotsen en klippen. Aan de noordwestwijde is een klein zandstrand.

## Natuur
Het eiland is de broedplaats van eendvogels en heeft de status van Important Bird Area. Het wordt regelmatig door ornithologen bezocht die de vuurtoren van Lågskär als verblijfplaats gebruiken. Sinds 1964 worden hier ook vogels geringd. Vogels die hier voorkomen zijn:
- Stellers eider
- Alk
- Knobbelzwaan
- Grauwe gans
- Kuifeend
- Krakeend
- diverse soorten Zeekoeten
- Waterral
- Zeearend

en grote kolonies meeuwen en sterns.
Doordat er op het eiland geen grazers voorkomen, is de begroeiing relatief divers en talrijk. In de lagune is een rietveld.